# Колопопо
Колопопо (уолл. Kolopopo) — деревня в районе Муа в королевстве Увеа на Уоллис и Футуна.
Это наименьшая деревня из всех в Муа. Она не имеет чётких границ с соседними поселениями.

## Демография
По переписи населения 2018 года, население деревни составляет 99 человек. Со временем население деревни уменьшается из-за отсутствия возможности трудоустройства и политической напряжённости.
Полинезийцы составляют большую часть населения. Приблизительно 60 % жителей говорят по-уоллисски, 28 % на футуна и 12 % на французском. 99 % жителей исповедуют католическую веру.
Население деревни:
| Год  | Численность | Численность |
| ---- | ----------- | ----------- |
| 2013 | 112         |             |
| 2018 | 99          |             |

## География
Колопопо находится на юге района Муа на юге острова Увеа. На северо-западе граничит с деревней Халало, на северо-востоке — с деревней Те’эси.